# Mazda Senku
 (mai 2019).
Si vous disposez d'ouvrages ou d'articles de référence ou si vous connaissez des sites web de qualité traitant du thème abordé ici, merci de compléter l'article en donnant les références utiles à sa vérifiabilité et en les liant à la section « Notes et références ».
La Mazda Senku est un concept-car présenté lors du Salon automobile de Tokyo 2005. C'est une berline très élancée ne possédant que deux portes, coulissantes.